# Surfer Rosa
Surfer Rosa é o álbum de estreia da banda de rock alternativo norte-americana Pixies, lançado em março de 1988 pela gravadora independente 4AD. O álbum distingue-se pelas referências pouco habituais a temas como mutilação ou voyeurismo, pela produção lo-fi, e pelo som único da bateria, que deve muito ao engenheiro de som Steve Albini. Este álbum continua muitos dos temas abordados no anterior trabalho dos Pixies, incluindo letras em espanhol, e referências a Porto Rico.
Por causa do estatuto independente da 4AD, a distribuição nos Estados Unidos foi feita pela Rough Trade Records. Surfer Rosa falhou os tops no Reino Unido (RU), e "Gigantic" foi o único single a ser retirado do álbum. Embora só tenha atingido o 93º posto no top de Singles do RU, Surfer Rosa foi re-editado nos EUA pela Elektra Records em 1992. Apesar do pouco sucesso nos tops, Surfer Rosa foi certificado com Ouro em 2005 pela Recording Industry Association of America.
Embora não tenha tido sucesso comercial, Surfer Rosa é frequentemente citado como um dos favoritos da crítica musical, e é habitualmente colocado em listas profissionais de melhores álbuns rock de todos os tempos. Muitos artistas de rock alternativo, incluindo Billy Corgan e PJ Harvey, citaram o álbum como fonte de inspiração. Kurt Cobain, do Nirvana, admitiu em diversas ocasiões que o Surfer Rosa constituiu uma importante inspiração para o Nevermind, e em 1993 contratou Albini para a gravação do In Utero.

## Antecedentes
Antes do lançamento do EP de estreia dos Pixies Come on Pilgrim em Outubro de 1987, Ivo Watts-Russell, patrão da 4AD, sugeriu que o grupo regressasse ao estúdio para um álbum de longa duração. O plano original seria gravar o novo material nos estúdios da Fort Apache, onde a banda produziu The Purple Tape e Come on Pilgrim. Contudo, Gary Smith, produtor das duas anteriores gravações, exigiu o pagamento de prémios resultantes de futuros álbuns dos Pixies que fossem gravados nos Estúdios da Fort Apache. A razão para tal era que ele tinha pago as sessões de gravação da banda sozinho e não tinha recebido dinheiro com Come on Pilgrim. Os Pixies não concordaram com as suas exigências, e começaram a procurar um novo produtor e estúdio.
A conselho de um colega da 4AD, Watts-Russell tentou contratar Steve Albini, líder dos Big Black, como engenheiro e produtor de gravação. Após ter enviado uma cassete de Come on Pilgrim a Albini, o manager dos Pixies, Ken Goes, convidou-o para um encontro em casa do baterista Dave Lovering poucas semanas após o lançamento do Come on Pilgrim. Aí, discutiram o som da próxima gravação e como esta seria feita. De acordo com Albini, "[a banda e eu] fomos para o estúdio logo no dia seguinte." Paul Kolderie, que tinha trabalhado nos estúdios da Fort Apache Studios com Smith, recomendou o estúdio de Boston Q Division a Albini. Este facto criou tensão entre Smith e Kolderie, e este mais tarde afirmou que "o Gary quase me matou por causa da sugestão, ele pensou que eu estava a tentar ficar com o projecto."

## Gravação e produção
Os Pixies entraram na Q Division em Dezembro de 1987, e alugaram por dez dias um estúdio para gravar o álbum. Para tal, a 4AD destinou à banda 10 000 dólares. Albini recebeu 1 500 dólares e não teve qualquer royalty; Tal justificou-se pelo facto de Albini o ter recusado, já que o via como "um insulto para a banda." Jon Lupfer da Q Division foi o assistente de estúdio. O processo de gravação durou todos os dez dias a completar, com as misturas das vozes extra a serem adicionadas subsequentemente em estúdio. Albini planeou fazer a mistura da gravação "noutro sítio", mas de acordo com Lupfer, "Ele estava descontente com essa possibilidade."
Durante o processo, Albini usou técnicas de gravação pouco habituais. Para a voz de Kim Deal em "Where Is My Mind?" e "Gigantic", Albini deslocou o equipamente de estúdio e fez a gravação numa casa-de-banho para conseguir um eco mais realista. De acordo com John Murphy, marido de Deal na altura, "Albini não gostava do som do estúdio." Albini mais tarde afirmou que as gravações podiam ter sido concluídas numa semana, mas "acabámos por tentar experimentar outras situações basicamente para queimar tempo e para ver se alguma coisa boa surgia." Um exemplo foi a "Something Against You", onde Albini filtrou a voz de Black Francis através de um amplificador de guitarra para "uma textura totalmente enraivecida e violenta."

### Apanhados em estúdio
A faixa "You Fuckin' Die!" é a gravação de uma conversa mantida entre Francis e Albini. Em algumas versões do álbum surge como "Untitled" ou então é colocada no início de "Vamos". De acordo com Lupfer, "era algo que ele [Albini] iria fazer para tentar conseguir algum apanhado de estúdio." Quando Deal ia a sair do estúdio para ir fumar um cigarro, ela disse "Se alguém toca nas minhas coisas, mato-o" (no original "If anybody touches my stuff, I'll kill ya.") Francis respondeu com "Eu mato-te, morres, se alguém tocar nas minhas coisas" (original "I'll kill you, you fucking die, if anybody touches my stuff"). A faixa inicia-se neste ponto, com Francis a explicar a conversa a Albini, cuja voz não se consegue ouvir. Lupfer mais tarde admitiu que Albini sabia "perfeitamente o que se estava a passar."
"I'm Amazed" começa com Deal a contar a história sobre um dos seus antigos professores a Francis, e este acaba a gozá-la. Albini mais tarde descreveu estes apanhados em Surfer Rosa: "Estão na gravação para sempre por isso penso que eles agora estão obrigados a dizer que os aceitam, mas honestamente não sei se essa ideia teria surgido se eu não o tivesse feito. Há alturas em que situações como essas são engraçadas e eu senti que ficavam bem no álbum."

## Música
Como o Come On Pilgrim, Surfer Rosa possui uma mistura de vários estilos musicais. Canções pop como "Broken Face", "Break My Body" e "Brick is Red" surgem incluídas com outras mais lentas e melódicas, como a "Where Is My Mind?." O álbum inclui material mais pesado (“I’m Amazed”, esta bem marcada por um som achicanado, e “Something against you”, com muita distorção nas vozes, ambas revelando a faceta punk da banda), bem como a típica dinâmica "quiet-loud" da banda. O líder e principal compositor Black Francis escreveu grande parte do material, com excepção feita a "Gigantic," que foi escrita em colaboração com Kim Deal. "Gigantic" é também a única canção que Deal fez a voz principal numa faixa para um álbum dos Pixies.

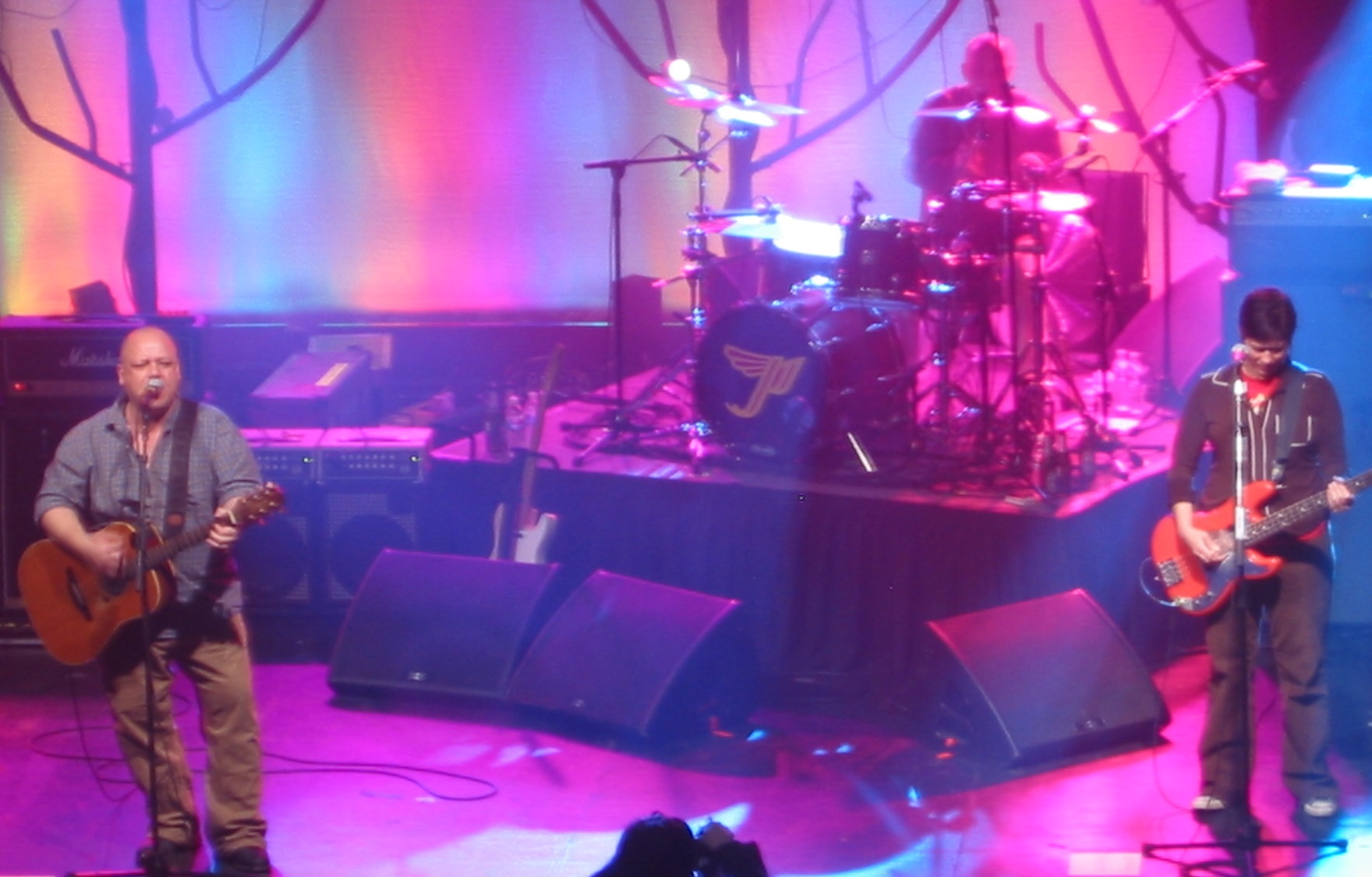
Pixies ao vivo em 2004.

O conteúdo lírico de Surfer Rosa inclui examinações de mutilação em "Break My Body" e "Broken Face", enquanto que são feitas referências a super-heróis em "Tony's Theme". O voyeurismo surge em "Gigantic", e as letras de cariz surrealista encontram-se em "Bone Machine" e "Where Is My Mind?". Também são feitas referências a Porto Rico nas letras em espanhol de "Oh My Golly!" e "Vamos." Esta última faixa já havia sido incluída anteriormente em Come on Pilgrim, e aparece no Surfer Rosa como uma versão regravada do original. Muitos dos temas explorados em gravações anteriores são assim revisitados em Surfer Rosa.
Outro tema pouco comum é abordado neste álbum. A canção "Cactus" é narrada por um prisioneiro que pede à sua namorada que manche o seu vestido com sangue e lhe o envie. "Gigantic" é inspirada no filme de 1986 Crimes of the Heart, no qual uma mulher casada apaixona-se por um adolescente. Francis inspirou-se para escrever "Where Is My Mind?" após praticar mergulho nas Caraíbas. Ele mais tarde afirmou que tinha "este pequeno peixe a tentar apanhar-me. Eu não sei porquê, não sei muito acerca do comportamento dos peixes."

## Lançamento
O Surfer Rosa foi lançado no Reino Unido pela 4AD a 21 de Março de 1988, entrando para a UK Indie Chart na semana seguinte. Esteve durante 60 semanas nessa tabela e atingiu o 2º lugar. Até Agosto desse ano, estava apenas disponível nos Estados Unidos e noutros países através da importação. Apesar da editora deter os direitos da distribuição mundial dos trabalhos dos Pixies, não tinha no entanto acesso a nenhum distribuidor fora do RU. Quando a 4AD assinou um acordo de distribuição com a filial norte-americana da Rough Trade, o álbum foi lançado em vinil e cassette como parte do pack Surfer Rosa/Come On Pilgrim. Enquanto Surfer Rosa/Come On Pilgrim se mantinha apenas como CD único no RU, os subsequentes lançamentos nos EUA já eram feitos em CDs separados. Estes surgiram pela primeira vez em Janeiro de 1992, quando a Elektra Records reeditou os primeiros dois discos da banda. Após a 4AD ter readquirido os direitos de distribuição da banda nos EUA, manteve o lançamento dos CDs em separado. Surfer Rosa foi certificado com Ouro pela Recording Industry Association of America em 2005, 17 anos após o seu lançamento original.
"Gigantic" foi o único single retirado de Surfer Rosa. A canção e o seu B-side, "River Euphrates", foram regravadas por Gil Norton no Blackwing Studios em Londres, em Maio de 1988. Embora o single tenha sido bem recebido pela crítica, falhou nas vendas, e apenas conseguiu estar uma semana em 93º no top de singles do Reino Unido. Apesar da fraca performance comercial tanto de Surfer Rosa como de "Gigantic", Ivo Watts-Russell afirmou que a resposta a este álbum foi "cinco vezes" superior à encontrada por Come on Pilgrim.

## Capa
A capa de Surfer Rosa inclui uma fotografia em topless de uma "amiga de um amigo" da banda, em pose de dançarina de flamenco, em frente a uma parede com um crucifixo e um poster rasgado. Simon Larbalestier, que forneceu fotografias para todos os álbuns dos Pixies, decidiu criar o cenário porque "nós não conseguiamos encontrar a atmosfera natural que pretendíamos." De acordo com Larbalestier, Francis teve a ideia para a capa enquanto escrevia canções na "barra espanhola de topless" do seu pai. Larbalestier adicionou o crucifixo e o poster rasgado, por eles "carregarem o simbolismo do Catolicismo." Pode-se ver semelhanças entre a fotografia de Simon Larbalestier e a série de imagens intitulada “Explosante Fixe”, produzida no início dos anos 1930 por Man Ray, artista surrealista. Comentando a capa em 2005, Francis disse que "Eu apenas espero que as pessoas a achem interessante." O livrete inserido no álbum continua o tema, sendo constituído por fotografias da dançarina em diversas poses. Não quaisquer letras ou conteúdo escrito no livrete, para além dos créditos.
O nome de Albini não surge na gravação original. As fotografias do livrete foram tiradas num dia no bar em frente aos escritórios da 4AD, porque, segundo Larbalestier, "era um dos poucos locais que possuía palco montado". Numa entrevista de 1988 com Joy Press, Francis descreveu o conceito como "uma rapariga surfista," que "caminha ao longo da praia de Binones, com uma prancha de surf muito bonita." Quando questionado acerca do elemento de topless, Francis respondeu "Para a primeira gravação, eu disse que pretendia nudez. Eu gosto das linhas do corpo - não necessariamente algo em exagero, nem mesmo de ser feminina, apenas linhas corporais... como aquela publicidade da Obsession, sabes?" De acordo com a Melody Maker, foi inicialmente intitulado "Gigantic," devido à canção de Deal, mas a banda temeu más interpretações da capa e mudaram para "Surfer Rosa." O "nome" da mulher da capa, e também do álbum, vem da letra "Besando chichando con surfer rosa", de "Oh My Golly!".

## Crítica
As análises feitas pela imprensa musical britânica a Surfer Rosa foram na generalidade positivas. A Q escreveu que "o que torna os Pixies um caso à parte são as suas repentinas explosões de memorável melodia pop", e afirmou que "eles poderão ter um futuro brilhante à sua frente." A NME, ao analisar o álbum em Março de 1988, disse que "eles forçam o passado a soar como eles". Na classificação, recebeu nove estrelas e meia numa escala de dez. Surfer Rosa recebeu críticas positivas também da crítica norte-americana. A The Village Voice deu ao álbum a classificação de B, e afirmou que a banda era "consensualmente a descoberta Amerindie do ano," e que o álbum possuía "riffs de guitarra que te captam a atenção." A Spin descreveu-o como "atraentemente brutal," e considerou os Pixies como os músicos do ano. A Rolling Stone não fez qualquer análise ao álbum na altura do seu primeiro lançamento.
Surfer Rosa foi incluído em diversas lista de melhores álbuns do ano. A revistas independentes Melody Maker e Sounds consideraram Surfer Rosa o álbum do ano. A NME e a Record Mirror colocaram-no em 10º e 14º, respectivamente. No entanto, Surfer Rosa não surgiu na votação anual Pazz & Jop dos críticos da Village Voice, e não foi inserido em listas de melhores do ano nos Estados Unidos. Desde o seu lançamento, várias revistas rotularam Surfer Rosa como um dos álbuns de rock alternativo essenciais dos anos 80. A Rolling Stone deu-lhe três estrelas quando o analisou em 1992 aquando do re-lançamento pela Elektra do Surfer Rosa/Come on Pilgrim. Porém, quando reanalisou o álbum em 2004 como parte do seu Guia de Álbuns da Rolling Stone, atribuiu a Surfer Rosa o nível máximo de cinco estrelas. O álbum apareceu em várias listas de melhores álbuns de sempre, e é habitualmente apresentado como um dos melhores discos dos anos 80, em qualquer género.

## Legado
Tanto Surfer Rosa como a produção de Steve Albini neste álbum foram influentes no rumo do rock alternativo, e do grunge em particular. Kurt Cobain dos Nirvana ccitou Surfer Rosa como a base para o Nevermind. Quando ouviu pela primeira vez o álbum, Cobain discobriu a "fómula" para misturar som pesado com pop, que ele tentava na altura atingir. Ele observou em 1993 que "ouvi canções de Surfer Rosa que eu tinha escrito mas deitei-as fora porque tinha receio de as tocar para alguém." Cobain contratou Albini para produzir o álbum In Utero dos Nirvana, inicialmente devido às suas contribuições em Surfer Rosa. Billy Corgan dos Smashing Pumpkins descreveu Surfer Rosa como "aquele que me fez avançar, holy shit. Era tão "fresco". Era rock sem falhas." Corgan ficou impressionado com o som da bateria, e chegou a afirmar que os Smashing Pumpkins estudavam esta gravação para os seus elementos técnicos. A artista de Indie PJ Harvey disse que Surfer Rosa "rebentou com a minha cabeça", e que "fui imediatamente contratar Steve Albini."
Várias pessoas ligadas à banda ficaram impressionadas com o álbum. Ivo Watts-Russell observou: "Eu lembro-me de que quando ouvi a primeira vez o Surfer Rosa ter pensado 'não sabia que os Pixies conseguiam tocar como os The Fall. Essa foi a minha reacção imediata, por outras palavras, incrivelmente estranha." Gary Smith, que na altura encontrava-se em divergências com a banda, admitiu que estava "muito contente que eles tenham feito uma gravação tão forte e agressiva." J Mascis dos Dinosaur Jr., comparando este álbum com os sucessores Bossanova e Trompe le Monde, disse que o trabalho de produção de Steve Albini "tinha melhor som que os outros."
Em 1991, enquanto os Pixies gravavam Trompe le Monde, Albini descreveu as suas impressões sobre os Pixies durante a gravação de Surfer Rosa para a revista Forced Exposure: "A sua vontade de serem "guiados" pelo seu manager, pela sua editora e seus produtores não tem paralelo. Nunca vi quatro vacas mais ansiosas para serem guiadas pelos seus tratadores." Albini mais tarde pediu desculpas pelas suas afirmações, dizendo que "hoje arrependo-me de o ter feito. Penso que não dei a consideração que a banda verdadeiramente merece."

## Faixas
Todas as canções escritas por Black Francis, excepto quando referido.
| N.º | Título                  | Compositor(es)   | Duração |  |
| 1.  | "Bone Machine"          |                  | 3:02    |  |
| 2.  | "Break My Body"         |                  | 2:05    |  |
| 3.  | "Something Against You" |                  | 1:47    |  |
| 4.  | "Broken Face"           |                  | 1:30    |  |
| 5.  | "Gigantic"              | Francis/Kim Deal | 3:45    |  |
| 6.  | "River Euphrates"       |                  | 2:33    |  |
| 7.  | "Where Is My Mind?"     |                  | 3:53    |  |
| 8.  | "Cactus"                |                  | 2:16    |  |
| 9.  | "Tony's Theme"          |                  | 1:52    |  |
| 10. | "Oh My Golly!"          |                  | 2:32    |  |
| 11. | "Vamos"                 |                  | 4:18    |  |
| 12. | "I'm Amazed"            |                  | 1:42    |  |
| 13. | "Brick Is Red"          |                  | 2:00    |  |

## Créditos
Toda a informação foi retirada do lançamento em CD de Surfer Rosa:
Pixies
- Black Francis – voz, guitarra
- Kim Deal – baixo, segunda voz (voz em "Gigantic", sendo creditada como Mrs. John Murphy)
- Joey Santiago – guitarra solo
- David Lovering – bateria

Produção
- Steve Albini – produção, engeharia de som
- Publicado pela Rice 'n' Beans Music BMI
- Simon Larbalestier e Vaughan Oliver – imagens da capa e do livrete

## Distinções
A informação relativa a distinções atribuídas a Surfer Rosa é adaptada de Acclaimed Music.
| Publicação    | País           | Distinção                               | Ano  | Posição |
| ------------- | -------------- | --------------------------------------- | ---- | ------- |
| Mojo          | Reino Unido    | Mojo 1000, guia para compradores de CDs | 2001 | *       |
| Musik Express | Alemanha       | Os 50 Melhores Álbuns dos 80s           | 2003 | 2       |
| Pure Pop      | México         | Os Álbuns mais importantes de sempre    | 2004 | 2       |
| Q             | Reino Unido    | Os 50 Álbuns mais pesados de sempre     | 2001 | *       |
| Rolling Stone | Estados Unidos | Os 500 melhores álbuns de sempre        | 2003 | 315     |
| Spin          | Estados Unidos | Top 100 Álbuns dos últimos 20 anos      | 2005 | 6       |
| Treble        | Estados Unidos | Os melhores álbuns dos 80s, por ano     | 2006 | 1       |

(*) listas não ordenadas.